# Jean-Martin Charcot

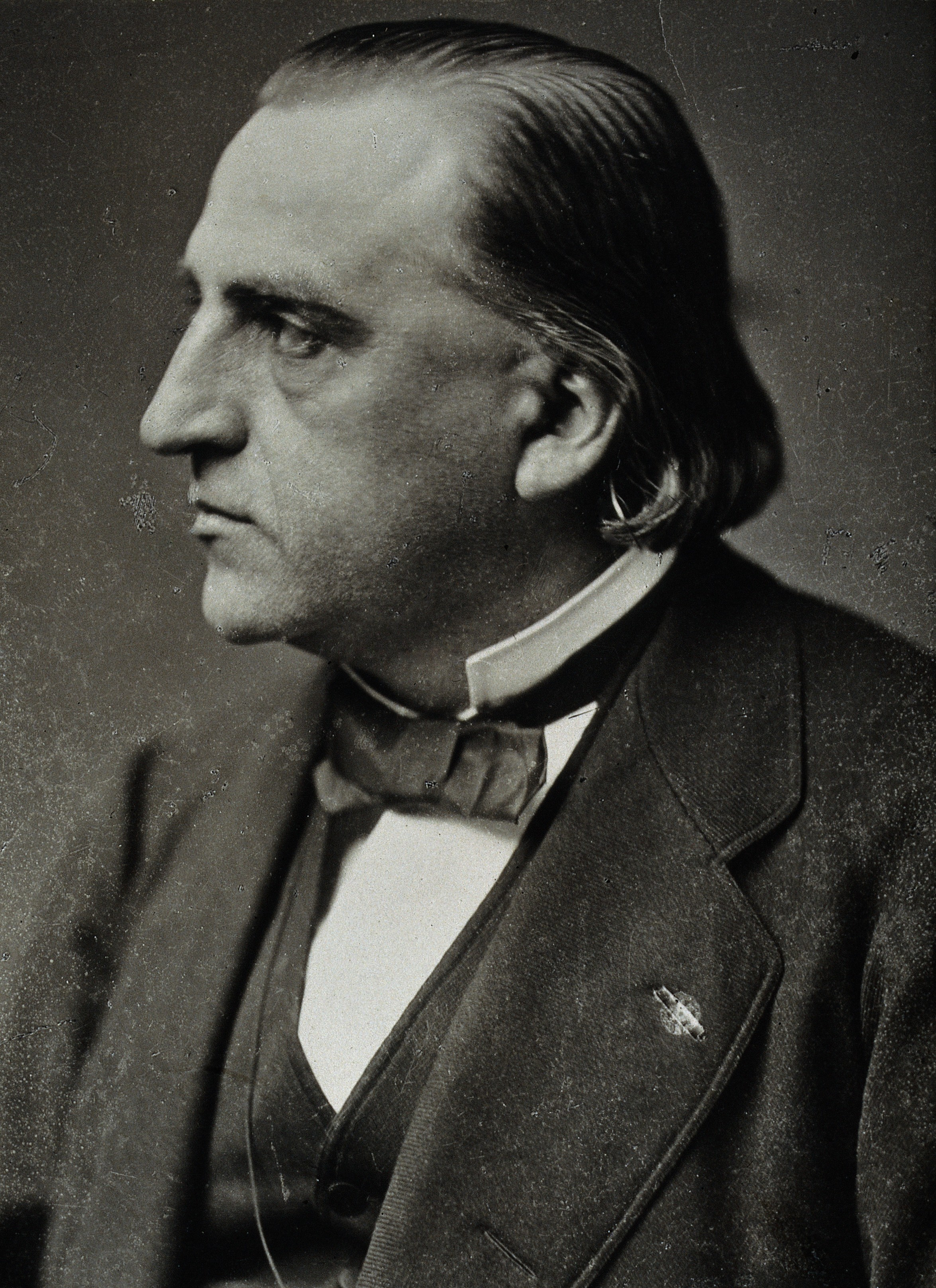
Jean Martin Charcot

Jean-Martin Charcot (ur. 29 listopada 1825 w Paryżu, zm. 16 sierpnia 1893 w Montsauche-les-Settons) – francuski lekarz neurolog.

## Życiorys
Jego ojciec był producentem powozów ozdobnych. Jako dziecko przejawiał zainteresowania rysunkiem i literaturą. W 1848 ukończył studia medyczne i zaczął pracować na oddziale Pierre′a Rayera w szpitalu Salpêtrière. W 1856 został lekarzem szpitalnym, a w 1860 zastępcą profesora. Dzięki wsparciu Rayera w 1862 został kierownikiem oddziału w szpitalu Salpêtrière. W 1870 roku przejął, jako najstarszy lekarz, nowo utworzony oddział epileptyków zwykłych, gdzie pokaźną liczbę pacjentek stanowiły histeryczki (z uwagi na podobieństwo napadów i brak widocznych uszkodzeń organicznych). W tym okresie zyskał wielką sławę wywołując napady histerii poprzez hipnozę. Od 1882 był profesorem Kliniki Chorób Nerwowych. Będąc u szczytu sławy, przeprowadził się w 1884 do pałacu Varengeville przy bulwarze Saint-Germain w Paryżu. Zmarł z powodu ostrego obrzęku płuc w sierpniu 1893 roku.
We współczesnej medycynie od jego nazwiska pochodzą następujące nazwy:
- staw Charcota
- triada Charcota

Jego uczniami byli m.in.: Sigmund Freud, Józef Babiński, Pierre Janet, Gheorghe Marinescu,
Georges Gilles de la Tourette, Ernő Jendrassik, Kinnosuke Miura i Alfred Binet.
J. M. Charcot był ojcem J.-B. Charcota, francuskiego lekarza, żeglarza i badacza obszarów polarnych.